# Dicepolia marginescriptalis
Dicepolia marginescriptalis is een vlinder uit de familie grasmotten (Crambidae). De wetenschappelijke naam van deze soort is voor het eerst geldig gepubliceerd in 1917 door Kenrick.
De soort komt voor in tropisch Afrika.